# Parque San Martín
Parque San Martín – miasto w Merlo w prowincji Buenos Aires w Argentynie.  Miasto jest częścią  aglomeracji Buenos Aires (Wielki Buenos Aires). Zostało założone w 1948 roku. Według spisu z roku 1991 miasto liczyło 89 073 mieszkańców.
Miasto zostało nazwane na cześć José de San Martín.

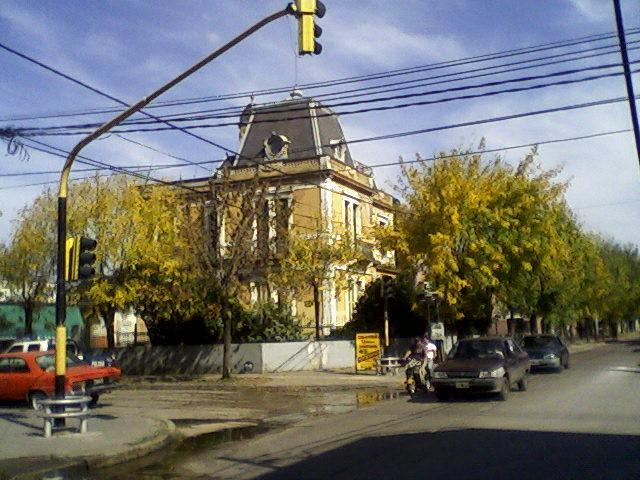
Colegio Nuestra Señora de la Gruta, szkół katolickich w Parque San Martín

## Demografia
Główna polska wspólnota żyje w Parque San Martín.